# Nazzareno Canuti
Nazzareno Canuti (Bozzolo, 15 gennaio 1956) è un ex calciatore italiano, di ruolo difensore.

## Caratteristiche tecniche
Difensore, non tecnico, forte atleticamente e abile nel gioco di testa, ha ricoperto i ruoli di terzino e difensore centrale.

## Carriera

### Club
Canuti giocò con l'Inter dal 1975 al 1982, totalizzando 130 presenze in Serie A (ed un goal) e vincendo nella stagione 1979-1980 lo scudetto, nel 1981 un Mundialito da capitano, oltre che due Coppe Italia. Esordì il 22 giugno 1975 in coppa nazionale, contro il Bologna, nella sconfitta per 0-1 da parte della squadra del biscione. Ha poi militato nel Milan in Serie B, in prestito per una stagione. Passò al Genoa nella stagione 1983-1984, per poi chiudere la carriera nel Catania e infine nella Solbiatese.

### Nazionale
Ha fatto parte della Nazionale Italiana Under 21, collezionando 12 presenze, una delle quali contro l'Inghilterra nella sconfitta agli Europei 1978 valsa l'eliminazione azzurra.

## Dopo il ritiro
Una volta chiusa l'attività agonistica, ha operato come agente di commercio per la Sony insieme a Evaristo Beccalossi, suo compagno di squadra nell'Inter ai tempi della stagione dello scudetto.

## Statistiche

### Cronologia presenze e reti in nazionale
| Cronologia completa delle presenze e delle reti in nazionale ― Italia under 21 | Cronologia completa delle presenze e delle reti in nazionale ― Italia under 21 | Cronologia completa delle presenze e delle reti in nazionale ― Italia under 21 | Cronologia completa delle presenze e delle reti in nazionale ― Italia under 21 | Cronologia completa delle presenze e delle reti in nazionale ― Italia under 21 | Cronologia completa delle presenze e delle reti in nazionale ― Italia under 21 | Cronologia completa delle presenze e delle reti in nazionale ― Italia under 21 | Cronologia completa delle presenze e delle reti in nazionale ― Italia under 21 |
| Data                                                                           | Città                                                                          | In casa                                                                        | Risultato                                                                      | Ospiti                                                                         | Competizione                                                                   | Reti                                                                           | Note                                                                           |
| ------------------------------------------------------------------------------ | ------------------------------------------------------------------------------ | ------------------------------------------------------------------------------ | ------------------------------------------------------------------------------ | ------------------------------------------------------------------------------ | ------------------------------------------------------------------------------ | ------------------------------------------------------------------------------ | ------------------------------------------------------------------------------ |
| 16-11-1976                                                                     | Terni                                                                          | Italia under 21                                                                | 4 – 0                                                                          | Francia under 21                                                               | Amichevole                                                                     | -                                                                              |                                                                                |
| 23-12-1976                                                                     | Funchal                                                                        | Portogallo under 21                                                            | 1 – 0                                                                          | Italia under 21                                                                | Qual. Europeo Under-21 1978                                                    | -                                                                              |                                                                                |
| 9-2-1977                                                                       | Como                                                                           | Italia under 21                                                                | 4 – 0                                                                          | Lussemburgo under 21                                                           | Qual. Europeo Under-21 1978                                                    | -                                                                              |                                                                                |
| 24-2-1977                                                                      | Modena                                                                         | Italia under 21                                                                | 1 – 0                                                                          | Finlandia under 21                                                             | Amichevole                                                                     | -                                                                              |                                                                                |
| 5-10-1977                                                                      | Pescara                                                                        | Italia under 21                                                                | 2 – 2                                                                          | Jugoslavia under 21                                                            | Amichevole                                                                     | -                                                                              |                                                                                |
| 12-10-1977                                                                     | Vicenza                                                                        | Italia under 21                                                                | 4 – 1                                                                          | Portogallo under 21                                                            | Qual. Europeo Under-21 1978                                                    | -                                                                              |                                                                                |
| 12-11-1977                                                                     | Città di Lussemburgo                                                           | Lussemburgo under 21                                                           | 1 – 5                                                                          | Italia under 21                                                                | Qual. Europeo Under-21 1978                                                    | -                                                                              |                                                                                |
| 12-2-1978                                                                      | Firenze                                                                        | Italia under 21                                                                | 1 – 0                                                                          | Finlandia under 21                                                             | Amichevole                                                                     | -                                                                              |                                                                                |
| 8-3-1978                                                                       | Manchester                                                                     | Inghilterra under 21                                                           | 2 – 1                                                                          | Italia under 21                                                                | Europeo Under-21 1978 - Quarti                                                 | -                                                                              | Ammonizione                                                                    |
| 29-3-1979                                                                      | Lugano                                                                         | Svizzera under 21                                                              | 0 – 0                                                                          | Italia under 21                                                                | Qual. Europeo Under-21 1980                                                    | -                                                                              |                                                                                |
| Totale                                                                         |                                                                                | Presenze                                                                       | 10                                                                             |                                                                                | Reti                                                                           | 0                                                                              |                                                                                |

## Palmarès

### Club

#### Competizioni nazionali
- Campionato italiano: 1

Inter: 1979-1980
- Coppa Italia: 2

Inter: 1977-1978, 1981-1982
- Campionato italiano di Serie B: 1

Milan: 1982-1983